# 2022-es brazíliai általános választás
A 2022-es brazíliai általános választást, két fordulóban 2022. október 2-án illetve október 30-án tartották.  A procedúra során megválasztották Brazília elnökét, alelnökét, a kétkamarás Nemzeti Kongresszus tagjait illetve a brazil államok kormányzóit.
A választáson a hivatalban levő elnök Jair Bolsonaro indul újra a jelöltségért valamint a Munkáspárt politikusa, Brazília 2002-2010 közötti elnöke Luiz Inácio Lula da Silva is, emellett több más jelölt is indul. Bolsonaro kampánya során több olyan kijelentést tett, hogyha nem ő nyer akkor ott választási csalás lesz illetve számos megfigyelő tart attól, hogy a választási vereség esetén az eredményeket megkérdőjelezik illetve önpuccsot hajtanak végre.

## Választási rendszer
Brazíliában minden 16 éven felüli brazil állampolgár szavazhat illetve a 18 és 70 év közötti választópolgároknak kötelező a szavazás. Aki nem tudja valós indokkal igazolni a szavazáson való távollétét, annak 3.51 reáis bírságot kell fizetnie. A külföldön élő brazilok csak az elnökre szavazhatnak. Brazília és Portugália között fennálló egyezmény szerint azok a portugál állampolgárok, akik már legalább három éve Brazíliában élnek, szavazhatnak a brazíliai választásokon.

### Elnökválasztás
A mindenkori brazil elnököt és alelnököt kétfordulós rendszerben választják meg.

### Kormányzóválasztás
A brazil államok és a Szövetségi Kerület kormányzóit és helyetteseit is hasonlóképpen kétfordulós rendszerben választják meg.

### Kongresszusi választás

#### Szenátus
A Szenátusnak mandátumainak egyharmadát, 81 mandátumot lehet megválasztani. A szenátorok tisztsége 8 évre szól. Minden állam és a Szövetségi Kerület 2-2 jelöltet választhat meg, relatív többségi szavazási rendszerben.

#### Képviselőház
Az 513 képviselőt a 27 többmandátumos választókerületekben választják meg, 8-70 közötti mandátumot államonként, a lakosság számától függően. A szavazás nyílt listás, arányos képviseleti rendszerben történik. A töredékszavazatokat D'Hondt-módszernek megfelelően osztják ki.

### A választás menete
A választásokat mindig vasárnapi napon tartják meg. Levélszavazásra és korai szavazásra nincs lehetőség. A szavazóknak előre  kell regisztrálniuk magukat fényképes igazolvánnyal. Mint egy 92 ezer szavazóhelyiséget szoktak kialakítani Brazília-szerte, legtöbbjük iskolákban. A bennszülött területeken élő szavazóknak sokat kell utazni, hogy eljussanak a legközelebbi szavazóhelyiségbe. Világszerte 160 egyéb szavazóhelyiség van, amiket a brazil diplomáciai képviseleteken alakítanak a külföldön élő brazil állampolgárok számára.
A szavazóhelyiségekben elektronikus, DRE szavazógépeken lehet szavazni. A szavazók a jelöltjéhez társított kódszámot kell beütnie, hogy a kívánt jelöltre és pártra szavazzon. A gépen megjelenik ekkor a jelölt képe és az őt támogató párt vagy koalíció ekkor zöld gomb lenyomásával megerősíti a szavazását, illetve piros gomb lenyomásával másik jelöltet választhat. A fehér gomb lenyomását a rendszer "üresen hagyott szavazólapként" kezeli, illetve ha egyik jelölthöz sem tartozó kódszámot ütnek be, akkor a rendszer érvénytelennek veszi a szavazatot. Papíralapú szavazásra csak akkor van lehetőség, ha a DRE szavazógép nem működik illetve olyan külképviseleti szavazóhelyiségben, ahol kevesebb mint 100 fő van regisztrálva szavazóként.

## Elnökjelöltek

### Második fordulóba jutott jelöltek
| Párt/Koalció neve | Párt/Koalció neve   | Elnökjelölt               | Elnökjelölt                                                                                   | Alelnökjelöltek    | Alelnökjelöltek                                                                                                   | Coalition |
| ----------------- | ------------------- | ------------------------- | --------------------------------------------------------------------------------------------- | ------------------ | --- | --- |
|                   | Munkáspárt (PT)     | Luiz Inácio Lula da Silva | Luiz Inácio Lula da Silva Brazília elnöke (2003–2010) São Paulo állam képviselője (1987–1991) | Geraldo Alckmin    | Geraldo Alckmin (PSB)São Paulo állam kormányzója (2001–2006, 2011–2018) São Paulo állam alkormányzója (1995–2001) | Reménység Brazíliája: - Reménység Brazíliája (PT, PCdoB, PV) - (PSOL, REDE) - Brazil Szocialista Párt (PSB) - Szolidaritás Párt - Előre - Cselekvés! (AGIR) - Társadalmi Rendi Köztársasági Párt (PROS) |
|                   | Liberális Párt (PL) | Jair Bolsonaro            | Jair BolsonaroBrazília elnöke (2019 óta) Rio de Janeiro állam képviselője (1991–2018)         | Walter Braga Netto | Walter Braga NettoBrazília honvédelmi minisztere (2021–2022) Elnöki hivatal vezetője (2020–2021)                  | Brazília Javáért: - Liberális Párt (PL) - Republikánusok - Progresszívek (PP) |

## Választási kampány

### Politikai erőszak
2022.augusztusában kezdődött a kampány, amit alapvetően erőszakos légkör jellemzett: fizikai és verbális erőszakban részesült több Bolsonaro politikáját nyíltan kritizáló személy: főleg nők, politikai ellenfelek. Gyakran elhangzott, hogy a munkáspárti szavazóknak és szimpatizánsokat,  ki kéne irtani. Előfordult,  hogy maga Bolsonaro akart egy őt kritizáló Youtuber kezéből kitépni a telefonját.
2022. július 10-én Foz do Iguaçuban Marcelo Aloizio de Arruda, munkáspárti aktivista épp születésnapját ünnepelte egy közösségi központban, amikor  Jorge Guaranho aznap szolgálaton kívül levő börtönőr, Bolsonaro szimpatizáns lelőtte Arrudát politikai okból, az áldozat feleségét és négy gyerekét hagyta hátra.
2022. szeptember 8-án a Mato Grosso állambeli Confresa településen két farmer vitájából keletkezett tragédia: a 24 éves Bolsonaro szimpatizáns Rafael Silva de Oliveira és a 42 éves Lula szimpatizáns Benedito Cardoso dos Santos heves veszekedést folytatott politikai nézetük miatt, majd Rafael 70-szer késelte meg Beneditot. A Lula szimpatizánst, Beneditót többször szemen, nyakon és homlokon szúrta, miután ő Rafaelt állon vágta. A Lula szimpatizáns a helyszínen belehalt a sérüléseibe. A gyilkosságot követően a gyanúsított le akarta fejezni áldozatát egy baltával, de ehelyett elvitte egy klinikára. Az orvosok a helyszínen azonnal rendőrt hívtak és az elkövetőt letartóztatták. A gyanúsítottról kiderült, hogy már eljárás indult ellene emberölés, nemi erőszak és csalás vádjában.
2022. szeptember 13-án Rio Grande do Sul államban Salto do Jacuí településen a 44 éves farmer, Bolsonaro szimpatizáns Luiz Carlos Ottoni zaklatta autójával Cleres Relevante munkáspárti önkormányzati képviselőt és asszisztensét. Ottoni az autójával követte az otthonáig mind a képviselőt, mind az asszisztensét. Közben hol lassított, hol gyorsított a gyakran füstölő autójával provokálásból és egyszer csak szándékosan belehajtott a képviselő autójába. Az elkövető ellen a rendőrség hajtóvadászatot indított, de közben halálos autóbalesetet szenvedett.
2022. szeptember  19-én Recifében Bolsonaro szimpatizánsok egy csoportja egy Lula kampánypólót viselő vak férfit verbálisan, majd fizikálisan is bántalmaztak: megverték és megrugdosták. Az áldozatnak a kórházban rohama lett és 8 túl napon túl gyógyuló sérülései keletkeztek.
2022. szeptember 24-én a Bolsonaro szimpatizáns Edmilson Freire, berohant egy bárba és üvöltve kérdezte "Ki támogatja Lulát?", amire Antônio Carlos Silva válaszolt, hogy Lulára szavaz. Ezt követően Edmilson bordán szúrta Silvát, aki a kórházban belehalt a sérülésben. Edmilsont letartóztatták és kiderült, hogy családon belüli erőszak vádjával már korábban elítélték.

### Jair Bolsonaro választási csalási vádaskodása
2022 júliusában tucatnyi ország diplomatája előtt Bolsonaro elnök arról beszélt, hogy az ország elektronikus szavazórendszere sérülékeny. Több nemzetközi jogi szakértő és politikai elemző is úgy ítélte meg, hogy ezek a kijelentések alááshatják a demokráciát és önpuccsot hozhat, mint amilyen Az Amerikai Egyesült Államok Capitoliumának ostroma volt. Bolsonaro azt is kijelentette,hogy ha nem ő győz az elnökválasztáson, akkor az választási csalás lesz.  Ezzel kapcsolatban szakértők aggodalmukat fejezték ki, hogy könnyen megnehezíthetik Bolsonáróék a velük szimpatizáló brazil katonai és rendőrségi emberekkel a következő kormány helyzetét, ahogyan ezt az 1964-es brazíliai puccs esetén tették.

### Dezinformáció
A kampány egyik fő témája a számos dezinformáció volt, amely már a 2018-as elnökválasztást is meghatározta. Magánszemélyek is hivatalosan személyek is gyakran terjesztettek álhíreket politikai ellenfelei lejáratására és karaktergyilkolására. Emiatt a Legfelsőbb Választási Bíróság egy törvényerőre emelkedett iránymutatást adott ki a dezinformációról és álhírekről, amellyel büntetni akarták az álhírt terjesztő weboldalakat illetve betiltani a politikai hirdetéseket az interneten.
Szeptember 24-én csoportos üzenetküldést jelentettek Paraná államból, ahol Jair Bolsonaróval szövetséges kormányzat van. Több felhasználó is jelezte, hogy állami hivataltól jöttek üzenetek, amiben azt híresztelték, hogy Bolsonaro győzni fog az első fordulóban, ha nem így történik utcára szólítanak mindenkit tüntetésre valamint hogy rohamozzák meg a Legfelsőbb Bíróság és a Nemzeti Kongresszus épületét.

### Tömegközlekedés megnehezítése
Szeptember 27.-én több városvezetés is, amely Bolsonaro szimpatizánsú többségben van bejelentette, hogy az ingyenes tömegközlekedést felfüggesztik, mert nincs pénze az adott városvezetésnek az ingyenes utazási bérleteket kigazdálkodnia, azért hogy szabotázst hajtsanak végre a választáson. Az ingyenes utazási bérleteket a szegény és mélyszegénységben élő emberek számára biztosították. Ennek keretében a választás napján ingyen utazhattak a lakhelyük és szavazóhelyiség között a rászoruló választók. Pont ennek a társadalmi rétegnek a körében vezette a felméréseket Lula, emiatt ez a döntés különösen érzékenyen érintette őket és ez is volt a városvezetések stratégiája.
Egy másik esetben annak ellenére, hogy a Lulával szövetséges Randolfe Rodrigues szenátor és több önkormányzati képviselő kérte a a Legfelsőbb Választási Bíróságot, hogy biztosítsanak ingyenes utazási bérleteket a szavazás napján, Porto Alegre városvezetése "költségtakarékossági okokból" megvonta az ingyenes utazási bérletek fedezését, 25 év után először. A város polgármestere Sebastião Melo Bolsonaro szimpatizáns.
Október 1-én Bolsonaro kampánya során felszólította a Legfelsőbb Választási Bíróságot, hogy azonnal szüntesse be a választás napján biztosított ingyenes utazási bérleteket a tömegközlekedésben. Azzal érvelt, hogy az összeg jelentősen megterheli az önkormányzatok költségvetését és hogy az összegről, nem volt semmilyen előzetes megállapodás. A hivatal visszautasította a vádak, hisz a városvezetéseknek semmilyen többletkiadást nem okoz ez az intézkedés.

## Eredmények

### Elnökválasztás
| Elnök jelölt                                                                                              | Elnök jelölt                            | Választási koalíció                     | Első forduló | Első forduló | Második forduló | Második forduló |
| Elnök jelölt                                                                                              | Elnök jelölt                            | Választási koalíció                     | Szavazatok   | %            | Szavazatok      | %               |
| --- | --------------------------------------- | --------------------------------------- | ------------ | ------------ | --------------- | --------------- |
| | Luiz Inácio Lula da Silva               | Munkáspárt                              | 57,259,504   | 48.43        | 60,345,999      | 50.90           |
| | Jair Bolsonaro                          | Liberális Párt                          | 51,072,345   | 43.20        | 58,206,354      | 49.10           |
| | Simone Tebet                            | Brazil Demokratikus Mozgalom            | 4,915,423    | 4.16         |                 |                 |
| | Ciro Gomes                              | Demokratikus Munkáspárt                 | 3,599,287    | 3,04         |                 |                 |
| | Soraya Thronicke                        | Brazil Egység                           | 600,955      | 0.51         |                 |                 |
| | Luiz Felipe d'Avila                     | Új Párt                                 | 559,708      | 0,47         |                 |                 |
| | Kelmon Souza                            | Brazil Munkapárt                        | 81,129       | 0.07         |                 |                 |
| | Leonardo Péricles                       | Népi Egység                             | 53,519       | 0.05         |                 |                 |
| Érvénytelen szavazatok                                                                                    | Érvénytelen szavazatok                  | Érvénytelen szavazatok                  | 3,487,874    | –            | 3,930,695       | 3.16            |
| Összes szavazat                                                                                           | Összes szavazat                         | Összes szavazat                         | 123,682,372  | 100          | 124,252,716     | 100             |
| Választásra jogosultak/Részvételi arány                                                                   | Választásra jogosultak/Részvételi arány | Választásra jogosultak/Részvételi arány | 156,446,127  | 79.06        | 156,446,127     | 79.42           |
| Forrás: Brazil Legfelsőbb Választási Bíróság Archiválva 2022. november 2-i dátummal a Wayback Machine-ben |                                         |                                         |              |              |                 |                 |

#### Első forduló

Lula (PT)
Jair Bolsonaro (PL)
Simone Tebet (MDB)
Ciro Gomes (PDT)
Egyéb jelöltek

Lula kiemelkedően magas, 60% feletti eredményt ért el Brazíliai északkeleti államaiban: Maranhão, Piaúi, Ceará és Bahía államokban, 50% feletti eredményt ért el Rio Grande do Norte, Paraíba, Pernambuco, Alagoas és Sergipe államokban. Hagyományosan ez része számít az ország szegényebb területének.
Bolsonaro 50% feletti eredményt ért el Santa Catarina, Rondonia, Acre és Roraima államokban emellett az ország délebbi államaiban az országos átlagnál jobb eredményt ért el.

#### Második forduló

Lula második fordulóban elért szavazattöbblete az első fordulóhoz képest államonként százalékosan
Bolsonaro második fordulóban elért szavazattöbblete az első fordulóhoz képest államonként százalékosan

Lula Ceará, Szövetségi Kerület, Sao Paulo és Sergipe államokban tett szert 4%-kal több szavazatra, és az ország északkeleti részén szerepelt jobban mint az első fordulóban.
Bolsonaro az északkeleti régiókat kivéve mindenhol növelte a szavazatait: Amapá, Sao Paulo, Paraná, Santa Catarina, Rio Grande do Sul államokban 9%-kal növelte szavazatait.

#### Területi eredmények
| Szövetségi állam neve | Második forduló           | Második forduló           | Második forduló | Második forduló | Első forduló              | Első forduló              | Első forduló   | Első forduló   | Első forduló | Első forduló | Első forduló | Első forduló | Első forduló   | Első forduló   |      |
| Szövetségi állam neve | Luiz Inácio Lula da Silva | Luiz Inácio Lula da Silva | Jair Bolsonaro  | Jair Bolsonaro  | Luiz Inácio Lula da Silva | Luiz Inácio Lula da Silva | Jair Bolsonaro | Jair Bolsonaro | Simone Tebet | Simone Tebet | Ciro Gomes   | Ciro Gomes   | Egyéb jelöltek | Egyéb jelöltek |      |
| Szövetségi állam neve | Szavazatok                | %                         | Szavazatok      | %               | Szavazatok                | %                         | Szavazatok     | %              | Szavazatok   | %            | Szavazatok   | %            | Szavazatok     | %              |      |
| --------------------- | ------------------------- | ------------------------- | --------------- | --------------- | ------------------------- | ------------------------- | -------------- | -------------- | ------------ | ------------ | ------------ | ------------ | -------------- | -------------- | ---- |
| Szövetségi állam neve | Acre                      | 121,566                   | 29.70           | 287,750         | 70.30                     | 129,022                   | 29.26          | 275,582        | 62.50        | 20,122       | 4.56         | 12,314       | 2.79           | 3,877          | 0.88 |
| Alagoas               | 976,831                   | 58.68                     | 687,827         | 41.32           | 974,156                   | 56.50                     | 621,515        | 36.05          | 67,411       | 3.91         | 43,542       | 2.53         | 17,593         | 1.02           |      |
| Amapá                 | 189,918                   | 48.64                     | 200,547         | 51.36           | 197,382                   | 45.67                     | 187,621        | 43.41          | 27,497       | 6.36         | 14,670       | 3.39         | 4,991          | 1.15           |      |
| Amazonas              | 1,004,991                 | 51.10                     | 961,741         | 48.90           | 1,019,684                 | 49.58                     | 880,198        | 42.80          | 87,060       | 4.23         | 44,527       | 2.16         | 25,207         | 1.23           |      |
| Bahia                 | 6,097,815                 | 72.12                     | 2,357,028       | 27.88           | 5,873,081                 | 69.73                     | 2,047,599      | 24.31          | 197,305      | 2.34         | 217,224      | 2.58         | 87,799         | 1.04           |      |
| Ceará                 | 3,807,891                 | 69.97                     | 1,634,477       | 30.03           | 3,578,355                 | 65.91                     | 1,377,827      | 25.38          | 66,214       | 1.22         | 369,222      | 6.80         | 37,646         | 0.69           |      |
| Espírito Santo        | 926,767                   | 41.96                     | 1,282,145       | 58.04           | 897,348                   | 40.40                     | 1,160,030      | 52.23          | 85,325       | 3.84         | 56,221       | 2.53         | 22,206         | 1.00           |      |
| Szövetségi Kerület    | 729,295                   | 41.19                     | 1,041,331       | 58.81           | 649,534                   | 36.85                     | 910,397        | 51.65          | 105,377      | 5.98         | 74,308       | 4.22         | 22,959         | 1.30           |      |
| Goiás                 | 1,542,115                 | 41.29                     | 2,193,041       | 58.71           | 1,454,723                 | 39.51                     | 1,920,203      | 52.16          | 170,742      | 4.64         | 90,695       | 2.46         | 45,106         | 1.23           |      |
| Maranhão              | 2,668,425                 | 71.14                     | 1,082,749       | 28.86           | 2,603,454                 | 68.84                     | 983,861        | 26.02          | 78,254       | 2.07         | 96,095       | 2.54         | 19,981         | 0.53           |      |
| Mato Grosso           | 652,786                   | 34.92                     | 1,216,730       | 65.08           | 633,748                   | 34.39                     | 1,102,866      | 59.84          | 55,989       | 3.04         | 29,437       | 1.60         | 20,848         | 1.13           |      |
| Mato Grosso do Sul    | 599,547                   | 40.51                     | 880,606         | 59.49           | 588,323                   | 39.04                     | 794,206        | 52.70          | 79,719       | 5.29         | 29,314       | 1.95         | 15,427         | 1.02           |      |
| Minas Gerais          | 6,190,960                 | 50.20                     | 6,141,310       | 49.80           | 5,802,571                 | 48.29                     | 5,239,264      | 43.60          | 500,658      | 4.17         | 310,324      | 2.58         | 163,816        | 1.36           |      |
| Pará                  | 2,509,084                 | 54.75                     | 2,073,895       | 45.25           | 2,443,730                 | 52.22                     | 1,884,673      | 40.27          | 204,075      | 4.36         | 116,057      | 2.48         | 31,401         | 0.67           |      |
| Paraíba               | 1,601,953                 | 66.62                     | 802,502         | 33.38           | 1,554,868                 | 64.21                     | 717,416        | 29.62          | 57,154       | 2.36         | 76,225       | 3.15         | 16,025         | 0.66           |      |
| Paraná                | 2,506,605                 | 37.60                     | 4,159,343       | 62.40           | 2,363,492                 | 35.99                     | 3,628,612      | 55.26          | 309,685      | 4.72         | 180,599      | 2.75         | 84,376         | 1.28           |      |
| Pernambuco            | 3,640,933                 | 66.93                     | 1,798,832       | 33.07           | 3,558,322                 | 65.27                     | 1,630,938      | 29.91          | 96,570       | 1.77         | 130,015      | 2.38         | 36,164         | 0.66           |      |
| Piauí                 | 1,551,383                 | 76.86                     | 467,065         | 23.14           | 1,518,008                 | 74.25                     | 406,897        | 19.90          | 42,179       | 2.06         | 59,321       | 2.90         | 17,981         | 0.88           |      |
| Rio de Janeiro        | 4,156,217                 | 43.47                     | 5,403,894       | 56.53           | 3,847,143                 | 40.68                     | 4,831,246      | 51.09          | 365,969      | 3.87         | 301,489      | 3.19         | 110,830        | 1.17           |      |
| Rio Grande do Norte   | 1,326,785                 | 65.10                     | 711,381         | 34.90           | 1,264,179                 | 62.98                     | 622,731        | 31.02          | 38,633       | 1.92         | 71,740       | 3.57         | 9,981          | 0.50           |      |
| Rio Grande do Sul     | 2,891,851                 | 43.65                     | 3,733,185       | 56.35           | 2,806,672                 | 42.28                     | 3,245,023      | 48.89          | 317,957      | 4.79         | 190,945      | 2.88         | 77,155         | 1.16           |      |
| Rondônia              | 262,904                   | 29.34                     | 633,236         | 70.66           | 261,749                   | 28.98                     | 581,306        | 64.36          | 31,217       | 3.46         | 19,353       | 2.14         | 9,610          | 1.06           |      |
| Roraima               | 67,128                    | 23.92                     | 213,518         | 76.08           | 68,760                    | 23.05                     | 207,587        | 69.57          | 12,956       | 4.34         | 6,709        | 2.25         | 2,357          | 0.79           |      |
| Santa Catarina        | 1,351,918                 | 30.73                     | 3,047,630       | 69.27           | 1,279,216                 | 29.54                     | 2,694,406      | 62.21          | 191,310      | 4.42         | 88,672       | 2.05         | 77,380         | 1.79           |      |
| São Paulo             | 11,519,882                | 44.76                     | 14,216,587      | 55.24           | 10,490,032                | 40.89                     | 12,239,989     | 47.71          | 1,625,596    | 6.34         | 898,540      | 3.50         | 402,177        | 1.57           |      |
| Sergipe               | 862,951                   | 67.21                     | 421,086         | 32.79           | 828,716                   | 63.82                     | 378,610        | 29.16          | 42,073       | 3.24         | 40,247       | 3.10         | 8,786          | 0.68           |      |
| Tocantins             | 434,593                   | 51.36                     | 411,654         | 48.64           | 434,303                   | 50.40                     | 379,194        | 44.00          | 25,209       | 2.93         | 18,141       | 2.11         | 4,945          | 0.57           |      |
| Külföldi szavazatok   | 152,905                   | 51.28                     | 145,264         | 48.72           | 138,933                   | 47.17                     | 122,548        | 41.61          | 13,167       | 4.47         | 13,341       | 4.53         | 6,536          | 2.22           |      |